# Cam Pipes
Cam Pipes é o vocalista da banda de heavy metal canadense 3 Inches of Blood. Ele executa um falsete que lembra o estilo vocal de King Diamond. Pipes é o único membro do 3 Inches of Blood que particiou de todos álbuns da banda até hoje, embora não seja um membro fundador.
As influências de Pipes incluem Iron Maiden, Twisted Sister, Led Zeppelin, Deep Purple e música clássica.
Anteriormente Pipes tocava baixo na banda de black metal Allfather.